# پاپ فرانسیس
پاپ فرانسیس (با نام تولد خورخه ماریو برگولیو؛ ۱۷ دسامبر ۱۹۳۶ – ۲۱ آوریل ۲۰۲۵) از سال ۲۰۱۳ تا زمان مرگ در سال ۲۰۲۵ رئیس کلیسای کاتولیک و حاکم دولت‌شهر واتیکان بود. او نخستین پاپ از انجمن عیسی (یسوعی)، نخستین پاپ با هویت آمریکای لاتین، نخستین پاپ از قاره آمریکا، نخستین پاپ از نیمکره جنوبی و نخستین پاپ متولد یا بزرگ‌شده خارج از اروپا از زمان پاپ سوریایی سده هشتم، گریگوری سوم بود. همچنین او به زبان‌های انگلیسی، ایتالیایی، اسپانیایی و آلمانی مسلط بود.
برگولیو در بوئنوس آیرس آرژانتین زاده شد و در سال ۱۹۵۸ در جوانی به تحصیل در رشتهٔ شیمی پرداخت و به عنوان تکنسین آزمایشگاه غذا کار می‌کرد. او در ۲۱ سالگی مبتلا به سینه‌پهلو شدید شد و قسمتی از ریه خود را از دست داد. پس از بهبودی از این بیماری سخت، انگیزه گرفت تا به یسوعیان ملحق شود. او در سال ۱۹۶۹ به مقام کشیش کاتولیک گماشته شد و از سال ۱۹۷۳ تا ۱۹۷۹ به‌عنوان مافوق استانی یسوعیان در آرژانتین فعالیت کرد. در سال ۱۹۹۸ به مقام اسقف اعظم بوئنوس آیرس رسید و در سال ۲۰۰۱ توسط پاپ ژان پل دوم به‌عنوان کاردینال منصوب شد.
پس از استعفای پاپ بندیکت شانزدهم در ۲۸ فوریه ۲۰۱۳ مجمع کاردینال‌ها در ۱۳ مارس، برگولیو را به عنوان جانشین وی انتخاب کرد. او نام فرانسیس را به اقتباس از قدیس فرانسیس آسیزی برای خود برگزید. فرانسیس در طول دوران عمومی زندگی خود، به فروتنی، تأکید بر رحمت خداوند، دیده‌شدن در سطح بین‌المللی به‌عنوان پاپ، توجه به فقرا و تعهد به گفتگوی میان‌ادیان شناخته می‌شد. او نسبت به پاپ‌های پیشین رویکرد غیررسمی‌تری داشت. برای نمونه، اقامت در مهمانسرای دوموس سانکتا مارتا را به جای آپارتمان‌های پاپی کاخ حواری که توسط پاپ‌های قبلی مورد استفاده قرار می‌گرفت برگزید. علاوه بر این به‌خاطر ظاهر یسوعی و به سبک ایگناتیوس لویولا و پوشیدن جلیقه‌های ساده‌تر و بدون تزئینات معروف بود. او از پوشیدن شنل سنتی پاپی هنگام انتخاب شدن پرهیز کرد و برای حلقه ماهی‌گیر پاپی، نقره را به جای طلا برگزید. همچنین، همان صلیب سینه را که در دوران کاردینالی داشت حفظ کرد. او زنان را هم به عضویت کامل در دیکاستری‌های کوریای رم درآورد.
فرانسیس بر این باور بود که کلیسای کاتولیک باید نگرش همدلانه‌تری نسبت به اعضای جامعه ال‌جی‌بی‌تی‌کیو داشته باشد. به گفتهٔ او برکت دادن به زوج‌های همجنس‌گرایانه مجاز نیست، اما برکت‌دادن به این افراد به شکلی غیررسمی و خارج از مناسک مذهبی امکان‌پذیر است. فرانسیس منتقد سرمایه‌داری افسارگسیخته، مصرف‌گرایی بیش از اندازه و توسعه‌طلبی بی‌رویه بود. همچنین تأکید بر اقدام برای تغییر اقلیم، یکی از موضوعات اصلی توجه وی در دوران پاپی‌اش بوده است. فرانسیس به‌طور گسترده‌ای به‌عنوان منتقد مجازات اعدام شناخته می‌شود و آن را ذاتاً پلیدانه می‌دانست. او اعلام کرد که کلیسای کاتولیک متعهد به لغو این مجازات است. در عرصه دیپلماسی بین‌المللی، او از افزایش پوپولیسم جناح راست انتقاد کرده، خواستار جرم‌زدایی از همجنس‌گرایی شده، به بازسازی روابط کامل دیپلماتیک بین ایالات متحده و کوبا کمک کرد، با چین توافقی برای تعیین میزان نفوذ حزب کمونیست در انتصاب اسقف‌های چینی مذاکره کرد و از حقوق پناهندگان حمایت کرد. پاپ فرانسیس از جهان غرب درخواست کرده‌بود که میزان پذیرش مهاجران را به‌طور قابل توجهی افزایش دهد. در سال ۲۰۲۲، فرانسیس بابت نقش کلیسا در نسل‌کشی فرهنگی مردمان بومی کانادا عذرخواهی کرد. فرانسیس در سال ۲۰۲۴ مجمع سینودالیتی را تشکیل جلسه داد. رویدادی که به عنوان اوج دوران پاپی او و مهم‌ترین رویداد کلیسای کاتولیک از زمان شورای دوم واتیکان توصیف شده است.
فرانسیس ۸۸ ساله در صبح روز ۲۱ آوریل ۲۰۲۵ دوشنبه عید پاک پس از سکته مغزی و متعاقباً کاهش غیرقابل بازگشت گردش خون درگذشت. او روز پیش از آن، در یکشنبه عید پاک آخرین حضور عمومی خود را داشت.

## زندگی

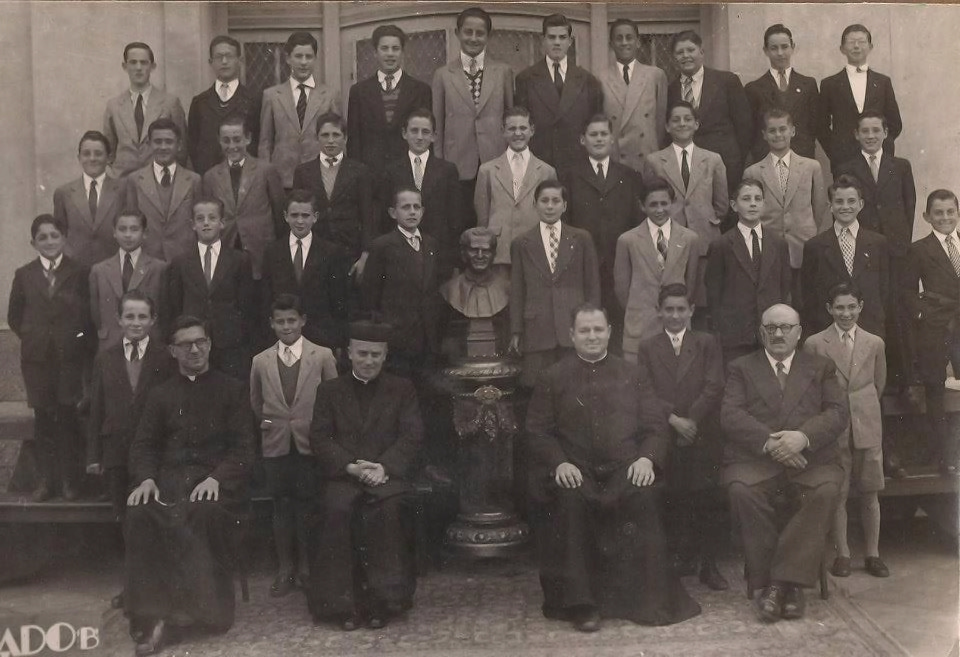
خورخه ماریو برگولیو -ردیف وسط، نفر چهارم از چپ- هنگامی‌که شیمی می‌خواند.

خورخه ماریو برگولیو در ۱۷ دسامبر ۱۹۳۶ در بوئنوس آیرس آرژانتین زاده شد و یکی از پنج فرزندِ خانوادهٔ ایتالیایی بود که به آرژانتین مهاجرت کرده بودند. پدر او کارگر راه‌آهن و مادرش خانه‌دار بود. وی مدرک دیپلم فنی در رشته شیمی را از دانشگاه بوئنوس آیرس دریافت کرد و سپس در ویلا دوتو در مدرسه علوم دینی به تحصیل پرداخت.
فرانسیس یکم با یک ریه تنفس می‌کند. او بخش بزرگی از یک ریه‌اش را در دوران کودکی به علت بیماری از دست داد. او به زبان‌های ایتالیایی، اسپانیایی و آلمانی صحبت می‌کند و با زبانهای انگلیسی، فرانسوی و پرتغالی آشناست.
وی به رقص سنتی آرژانتین، یعنی تانگو علاقه دارد. او در این‌مورد گفته است: «در جوانی تانگو می‌رقصیده‌ام.» او عضو کانون هواداران باشگاه فوتبال سن لورنزو می‌باشد. انتخاب نام فرانسیس به خاطر علاقهٔ وی به قدیس فرانسیس آسیزی ایتالیایی است که در سده ۱۳ میلادی زندگی می‌کرده و حامی فقرا بوده است.

## فعالیت‌ها پیش از پاپ شدن

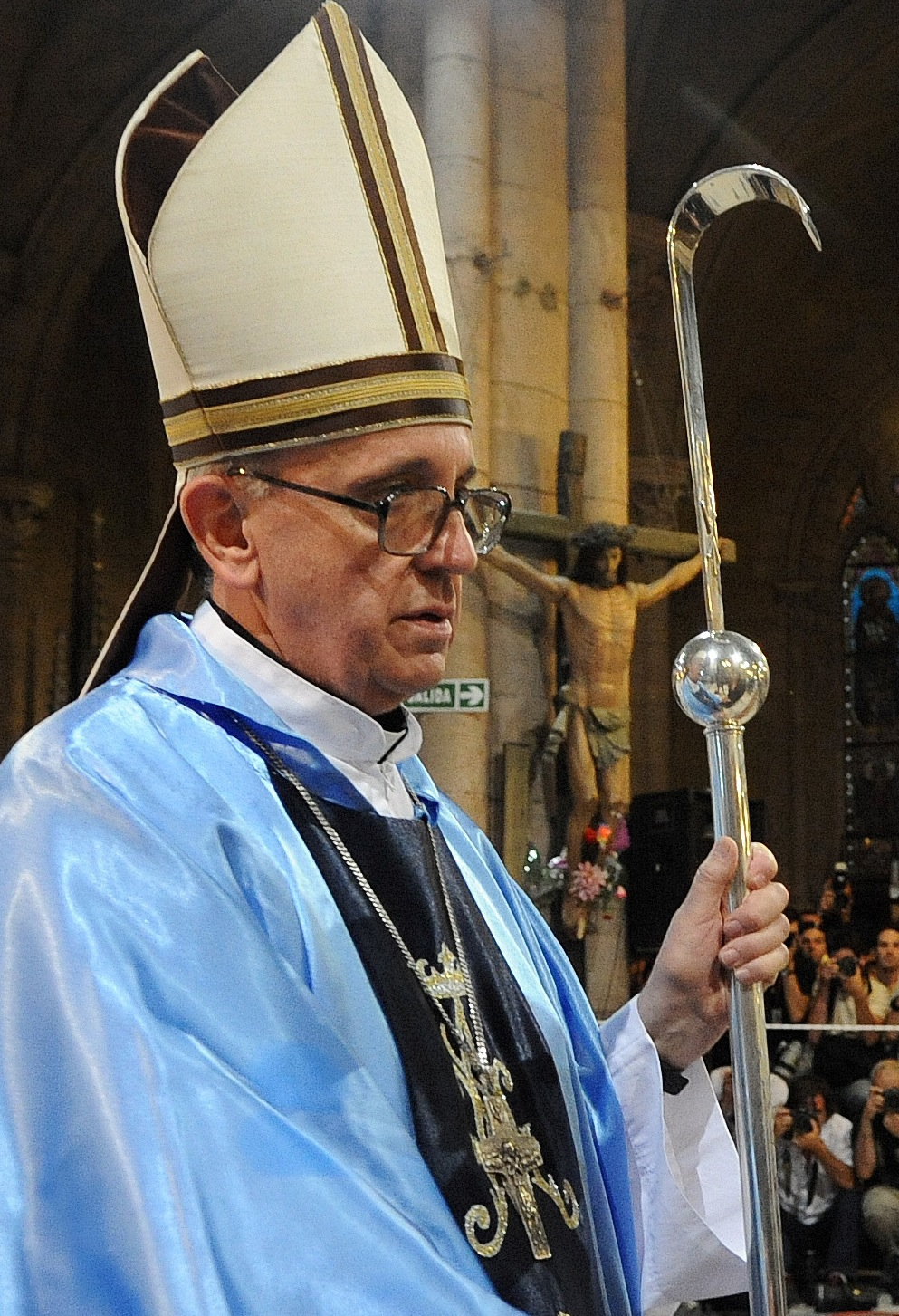
پاپ فرانسیس در سال ۲۰۰۸ در زمان کاردینالی

### یسوعی شدن
برگولیو در ۱۱ مارس ۱۹۵۸ به جامعه یسوعی‌ها وارد شد. سپس لیسانس فلسفه را از کالج ماکسیمو سن خوزه در سن میگوئل دریافت کرد و پس از آن به تدریس ادبیات و روان‌شناسی در کالج دلا اینماکولادا در سانتافه و یونیورسیداد دلسالوادور در بوئنوس آیرس پرداخت. در سال ۱۹۶۷ مطالعه الهیات را به اتمام رساند و در ۱۳ دسامبر ۱۹۶۹ توسط سراسقف رامون خوزه کاستلانو به مقام کشیشی دست یافت. پس‌از آن به تدریس و مطالعه در فلسفه و الهیات ادامه داد و در مدرسه علوم دینی سن میگوئل به مقام تدریس الهیات دست یافت. او برای رساله دکترای خود به مدرسه سن یورگن در فرانکفورت آلمان رفت و پس از آن با عنوان رهبر معنوی به کوردوبا بازگشت.

### کشیشی (۱۹۶۹ تا ۱۹۹۲)
در سال ۱۹۶۷ برگولیو تحصیلات الهیات خود را در دانشکده‌های فلسفه و الهیات سن میگل آغاز کرد. او در ۱۳ دسامبر ۱۹۶۹ توسط اسقف اعظم رامون خوزه کاستلانو به مقام کشیشی منصوب شد. او به عنوان استاد نوآموزان برای استان آنجا خدمت کرد و استاد الهیات شد.
برگولیو آخرین مرحله آموزش معنوی خود را به عنوان یک یسوعی، دوره سوم آزمایشی، در آلکالا د انارس، اسپانیا به پایان رساند و در ۲۲ آوریل ۱۹۷۳ نذرهای نهایی خود را به عنوان یک یسوعی از جمله نذر چهارم اطاعت از مأموریت پاپ، ادا کرد. او در ژوئیه همان سال به عنوان رئیس استانی انجمن عیسی در آرژانتین برای یک دوره شش ساله که در سال ۱۹۷۹ به پایان رسید، منصوب شد. در سال ۱۹۷۳ او به زیارت اورشلیم رفت. اما اقامت او به دلیل شروع جنگ یوم کیپور کوتاه شد. پس از پایان دوره ریاست خود، در سال ۱۹۸۰، به عنوان رئیس دانشکده فلسفه و الهیات سن میگل، جایی که در آن تحصیل کرده بود، منصوب شد. او پیش از تصدی این سمت تازه، سه ماه نخست سال ۱۹۸۰ را برای یادگیری زبان انگلیسی در ایرلند گذراند و در مرکز یسوعی‌ها در مؤسسه الهیات و فلسفه میلتون در دابلین اقامت کرد. سپس به مدت شش سال تا سال ۱۹۸۶ در سن میگل خدمت کرد، زمانی که به تشخیص رئیس کل یسوعی‌ها، پیتر هانس کولونباخ توسط فردی که بیشتر با گرایش جهانی انجمن عیسی به سمت تأکید بر عدالت اجتماعی هماهنگ بود، جایگزین شد تا تأکید او بر دینداری مردمی و کار مستقیم شبانی.
برگولیو سپس چندین ماه را در دانشکده تحصیلات تکمیلی فلسفه و الهیات سنت گئورگن در فرانکفورت آلمان گذراند و موضوعات احتمالی رساله دکتری را بررسی کرد. او تصمیم گرفت به بررسی آثار اِلاهی‌دان آلمانی-ایتالیایی، رومانو گواردینی به‌ویژه مطالعه او در مورد «تضاد» که در اثر ۱۹۲۵ او با عنوان در گگنساتز منتشر شد، بپردازد. او زودتر از حد انتظار به آرژانتین بازگشت تا به عنوان اعتراف‌گیرنده و راهنمای معنوی جامعه یسوعی‌ها در کوردوبا، آرژانتین خدمت کند. برگولیو به عنوان دانش‌آموز در مدرسه سالزیان، توسط کشیش کاتولیک یونانی اوکراینی، استفان چمیل راهنمایی شد. برگولیو بیشتر وقت‌ها پیش از همکلاسی‌های خود بیدار می‌شد تا لیترژی الهی را برای چمیل اجرا کند.
در سال ۱۹۹۲ مقامات یسوعی از برگولیو خواستند به دلیل تنش‌های مداوم با رهبران و پژوهشگران، نگرانی‌ها در مورد مخالفت او، دیدگاه‌هایش در مورد ارتدکس کاتولیک و مخالفتش با الهیات آزادی‌بخش، و نقش او به عنوان اسقف کمکی بوئنوس آیرس، در اقامتگاه‌های یسوعی زندگی نکند. او به عنوان اسقف، دیگر تابع رئیس یسوعی خود نبود. از آن زمان به بعد، او دیگر به خانه‌های یسوعی‌ها سر نزد و تا پس از انتخابش به عنوان پاپ در جدایی مجازی از یسوعی‌ها بود.

### اسقفی
در ۲۷ ژوئن ۱۹۹۲ به عنوان دستیار اسقف بوئنوس آیرس پذیرفته شد و در ۲۸ فوریه ۱۹۹۸ مقام اسقف اعظم بوئنوس آیرس و نماینده و مسئول کلیسای کاتولیک شرقی در آرژانتین شد.
در ۳ ژوئن ۱۹۹۷ برگولیو به عنوان اسقف اعظم معاون بوئنوس آیرس منصوب و پس از مرگ کواراسینو در ۲۸ فوریه ۱۹۹۸ اسقف اعظم کلان‌شهری شد. او به عنوان اسقف اعظم، کلیساهای جدیدی تأسیس کرد، اسقف‌نشین را بازسازی کرد، تلاش‌های طرفدار زندگی را رهبری کرد و کمیسیونی در مورد طلاق تشکیل داد. یکی از ابتکارات اصلی برگولیو به عنوان اسقف اعظم، افزایش حضور کلیسا در حلبی آباد‌ها (ویلا میزریا یا فقط ویلا) بوئنوس آیرس بود. تحت رهبری او شمار کشیش‌هایی که برای کار در محله‌های فقیرنشین منصوب شدند دو برابر شد و او شخصاً از آنها بازدید کرد. این کار باعث شد که او به عنوان «اسقف ویلرو» که گاهی به عنوان «اسقف محله‌های فقیرنشین» ترجمه می‌شود شناخته شود.
در اوایل دوره تصدی خود به عنوان اسقف اعظم، برگولیو سهام بانکی اسقف‌نشین را فروخت و حساب‌های آن را به بانک‌های بین‌المللی عادی منتقل کرد. این امر به عادت‌های پرخرج کلیسا که تقریباً منجر به ورشکستگی شده بود، پایان داد و نظم مالی سخت‌گیرانه‌تری را اعمال کرد. در ۶ نوامبر ۱۹۹۸ برگولیو در حالی که هنوز اسقف اعظم بوئنوس آیرس بود، به عنوان اسقف عادی برای کاتولیک‌های شرقی در آرژانتین،پ که فاقد یک اسقف از کلیسای خود بودند، منصوب شد. پس از انتخاب برگولیو به مقام پاپی، اسقف اعظم بزرگ اسویاتوسلاو شوچوک گفت که برگولیو لیترژی، آیین‌ها و معنویت کلیسای کاتولیک یونانی اوکراینی شوچوک را درک می‌کرد و همیشه به عنوان اسقف عادی «از کلیسای ما در آرژانتین مراقبت می‌کرد.»
برگولیو در سال ۲۰۰۰ تنها مقام کلیسایی بود که با جرونیمو پودستا، اسقف پیشین که پس از مخالفت با دیکتاتوری نظامی انقلاب آرژانتین در سال ۱۹۷۲ از کشیشی معلق شده بود، آشتی کرد. او همچنین از همسر پودستا در برابر حملات واتیکان به ازدواج آنها دفاع کرد. در همان سال، برگولیو گفت که کلیسای کاتولیک آرژانتین نیاز دارد «لباس‌های توبه عمومی برای گناهان مرتکب شده در سال‌های دیکتاتوری» در دهه ۱۹۷۰ در طول جنگ کثیف بپوشد.
برگولیو به‌طور منظم مراسم پاشویان پنجشنبه فرمان را در زندان‌ها، بیمارستان‌ها، خانه‌های سالمندان و محله‌های فقیرنشین برگزار می‌کرد. برگولیو پس از ارتقای مقام خود به کاردینالی در سال ۲۰۰۱ به عنوان اسقف اعظم بوئنوس آیرس باقی ماند. در سال ۲۰۰۷ اندکی پس از اینکه پاپ بندیکت شانزدهم قوانین تازه‌ای را برای اشکال لیترژیکی پیش از شورای واتیکان دوم معرفی کرد، برگولیو یک مراسم عشای ربانی هفتگی را در این شکل فوق‌العاده آیین رومی تأسیس کرد.
برگولیو در ۸ نوامبر ۲۰۰۵ به عنوان رئیس کنفرانس اسقف‌های آرژانتین برای یک دوره سه ساله (۲۰۰۵–۲۰۰۸) انتخاب و در ۱۱ نوامبر ۲۰۰۸ دوباره انتخاب شد. او عضو هیئت حاکمه دائمی آن کمیسیون، رئیس کمیته آن برای دانشگاه کاتولیک پونتیفیکال آرژانتین و عضو کمیته لیترژی آن برای مراقبت از زیارتگاه‌ها باقی ماند. برگولیو در حالی که رئیس کنفرانس اسقف‌های کاتولیک آرژانتین بود، یک عذرخواهی جمعی برای عدم موفقیت کلیسای خود در محافظت از مردم در برابر حکومت نظامی در طول جنگ کثیف صادر کرد. برگولیو هنگامی که در دسامبر ۲۰۱۱ ۷۵ ساله شد، طبق قانون کلیسایی کلیسای کاتولیک استعفای خود را از اسقف اعظم بوئنوس آیرس به پاپ بندیکت شانزدهم ارائه کرد. از آنجایی که او اسقف اعظم معاون نداشت در سمت خود باقی ماند و منتظر انتصاب جایگزین توسط واتیکان بود.

### کاردینالی
برگولیو در ۲۱ فوریه ۲۰۰۱ لقب کاردینال را از پاپ ژان پل دوم دریافت کرد و عنوان کاردینال کشیش سن روبرتو بلارمین را به او اختصاص داد. برگولیو در ۱۴ اکتبر در آنجا منصوب شد. در طول سفر خود به رم برای این مراسم، او و خواهرش ماریا النا از زادگاه پدرشان در شمال ایتالیا بازدید کردند. به عنوان کاردینال، برگولیو به پنج سمت اداری در کوریای رم منصوب شد. او عضو جماعت عبادت الهی و نظم آئین مقدس، جماعت روحانیون، جماعت مؤسسات زندگی تقدیس شده و انجمن‌های زندگی رسولانه، شورای پاپی برای خانواده و کمیسیون آمریکای لاتین بود. بعداً در همان سال، زمانی که کاردینال ادوارد ایگن پس از حملات ۱۱ سپتامبر به نیویورک بازگشت، برگولیو جایگزین او به عنوان گزارشگر (دبیر ثبت) در مجمع اسقف‌ها شد و به گفته کاتولیک هرالد، «تصوری مطلوب به عنوان مردی گشوده به مشارکت و گفتگو» ایجاد کرد.
کاردینال برگولیو به فروتنی شخصی، محافظه‌کاری اعتقادی و تعهد به عدالت اجتماعی شهرت داشت. سبک زندگی ساده او از جمله زندگی در یک آپارتمان کوچک به جای اقامتگاه مجلل اسقف، استفاده از حمل‌ونقل عمومی و پختن غذای خود، شهرت او را برای فروتنی تقویت کرد. او زمان خود را در رم به «ملاقات‌های برق‌آسا» محدود می‌کرد.

### اتهام
برگولیو موضوع اتهاماتی در رابطه با ربودن دو کشیش یسوعی در جنگ کثیف آرژانتین بوده است. در ۱۶ مارس ۲۰۱۳ مجلهٔ بریتانیایی میل آن ساندی ادعا کرد برگولیو بین سال‌های ۱۹۷۶ تا ۱۹۸۳ و در زمان حکومت نظامیان در آرژانتین در نقض مصونیت کلیسا در شکنجه، آدم دزدی و جنایت‌های سازمان یافته شرکت داشته است.
بنا به همین گزارش، ادعا شد در آن سال‌ها پاپ که ریاست شاخهٔ عیسویان را بر عهده داشت با حاکم نظامی وقت به نام خورخه رافائل ویدلا همکاری داشته است.
وی برای امنیت آن‌ها نگران بود و پیش از دستگیری آن‌ها تلاش کرده بود کار آن‌ها را تغییر دهد. با این حال و برخلاف گزارش‌ها او هرگز تلاش نکرد که آن‌ها را از دسته یسوعیان طرد کند. در سال ۲۰۰۵ یک وکیل حقوق بشر شکایت کیفری علیه وی مطرح کرد و مدعی شد عضو ارشد جامعه مسیحیان آرژانتین در ربودن دو کشیش در ماه مه ۱۹۷۶ دست داشته است. در جریان این ربایش، کشیش اورلاندو یوریو و فرانس یالیکس شکنجه شده بودند. اما ۵ ماه بعد زنده، نیمه عریان و تحت تأثیر داروهای مخدر پیدا شدند. یوریو، برگولیو را متهم کرد که وی آن‌ها به جوخه‌های مرگ رژیم لو داده است. یوریو -که در سال ۲۰۰۰ درگذشت- در مصاحبه‌ای در سال ۱۹۹۹ معتقد بود که «وی کاری برای آزادی ما انجام نداد.»

## مقام پاپی

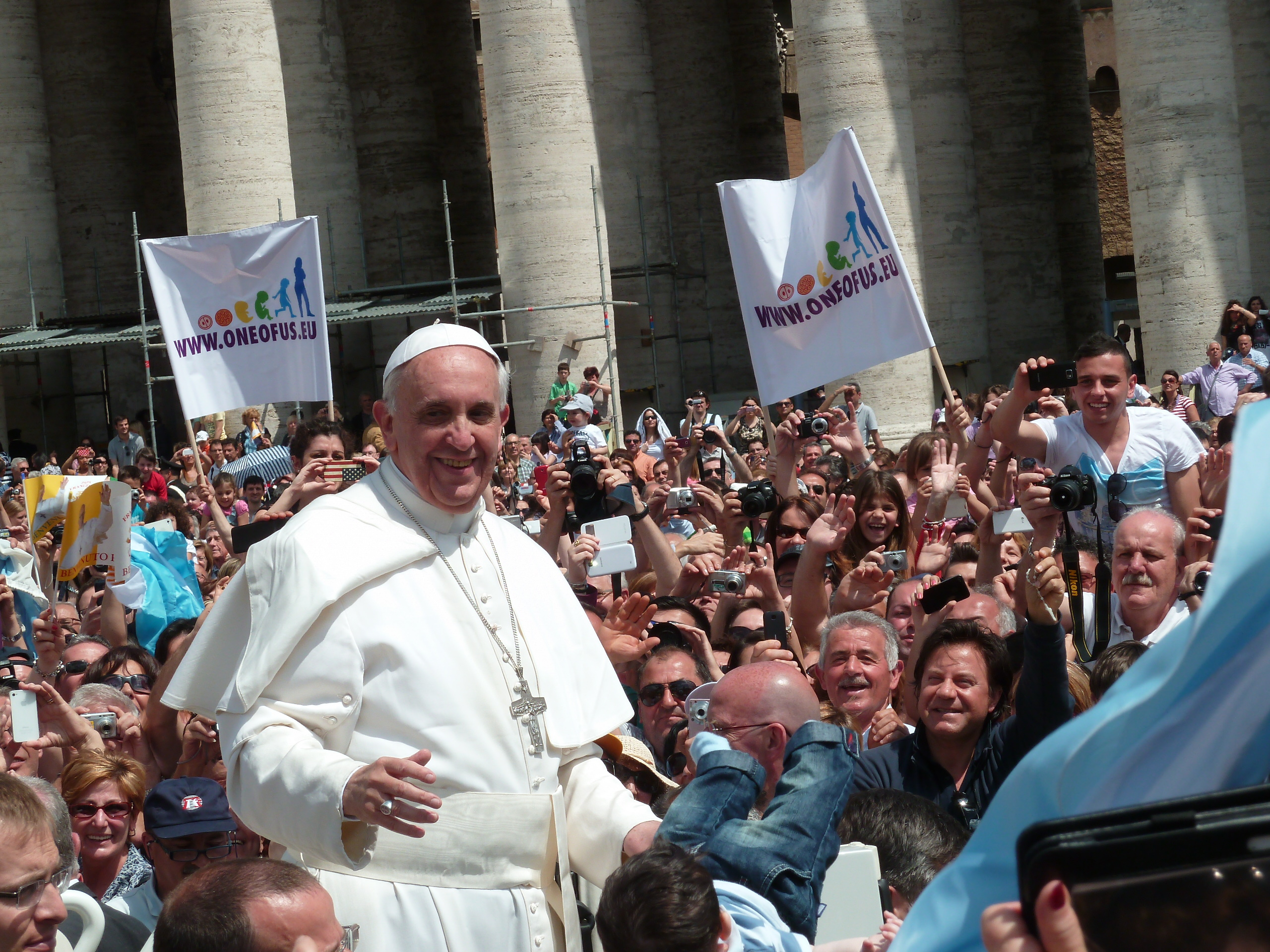
پاپ فرانسیس در بین مردم

پس از استعفای پاپ بندیکت شانزدهم، یکبار دیگر کاردینال‌های کلیسای کاتولیک در کلیسای سیستین واتیکان بدور هم گرد آمدند تا دوباره دربارهٔ گزینش پاپ جدید با یکدیگر به گفتگو بنشینند و یک پاپ جدید برای ریاست بر واتیکان و کلیسای کاتولیک انتخاب کنند.
نخستین نشست در ۱۲ مارس ۲۰۱۳ برگزار شد که نتیجه‌ای در برنداشت و از دودکش معروفِ کلیسای سیستین، دود سیاه بیرون آمد که نشان‌دهنده ناهمخوانیِ آراء رای‌دهندگان در معرفی پاپ بود. اما در دور دوم رای‌گیری در روز دوم در ۱۳ مارس ۲۰۱۳ خورخه ماریو برگولیو از بوئنوس آیرس به عنوان دویست و شصت و ششمین پاپ برگزیده شد و پس از آن عنوان فرانسیس را برای خود برگزید.
فرانسیس به عنوان پاپ کمتر از پیشینیان خود به تشریفات می‌پرداخت و شمایی بی‌پیرایه داشت. برای نمونه در شبِ گزینشش به عنوان پاپ به جای استفاده از خودرو ویژه پاپ با اتوبوس و به‌همراه دیگر کاردینال‌ها به هتل برگشت.
وی معتقد بود نظریه مه‌بانگ دربارهٔ منشأ آفرینش و نظریه فرگشت هیچ تضادی با تعالیم دینی ندارند و نباید خداوند را جادوگری ببینیم که با عصای جادویی‌اش می‌تواند دست به هر کاری بزند.
پاپ فرانسیس، مراسم خاکسپاری سلف خود، پاپ بندیکت شانزدهم را در واتیکان برگزار کرد. پس از مراسم عشای ربانی، تابوت پاپ بندیکت به داخل کلیسای سن پیتر بازگردانده شد، جایی که یک مراسم خصوصی برگزار خواهد شد. پاپ فرانسیس با ویلچر به سن پیتر رفت، اما بدون کمک ایستاد و مراسم را اجرا کرد. او انخستین پاپ در بلند کلیسای کاتولیک بود که مناسک تدفین یک پاپ دیگر را رهبری کرد.

## گفتگوهای بین‌الادیانی

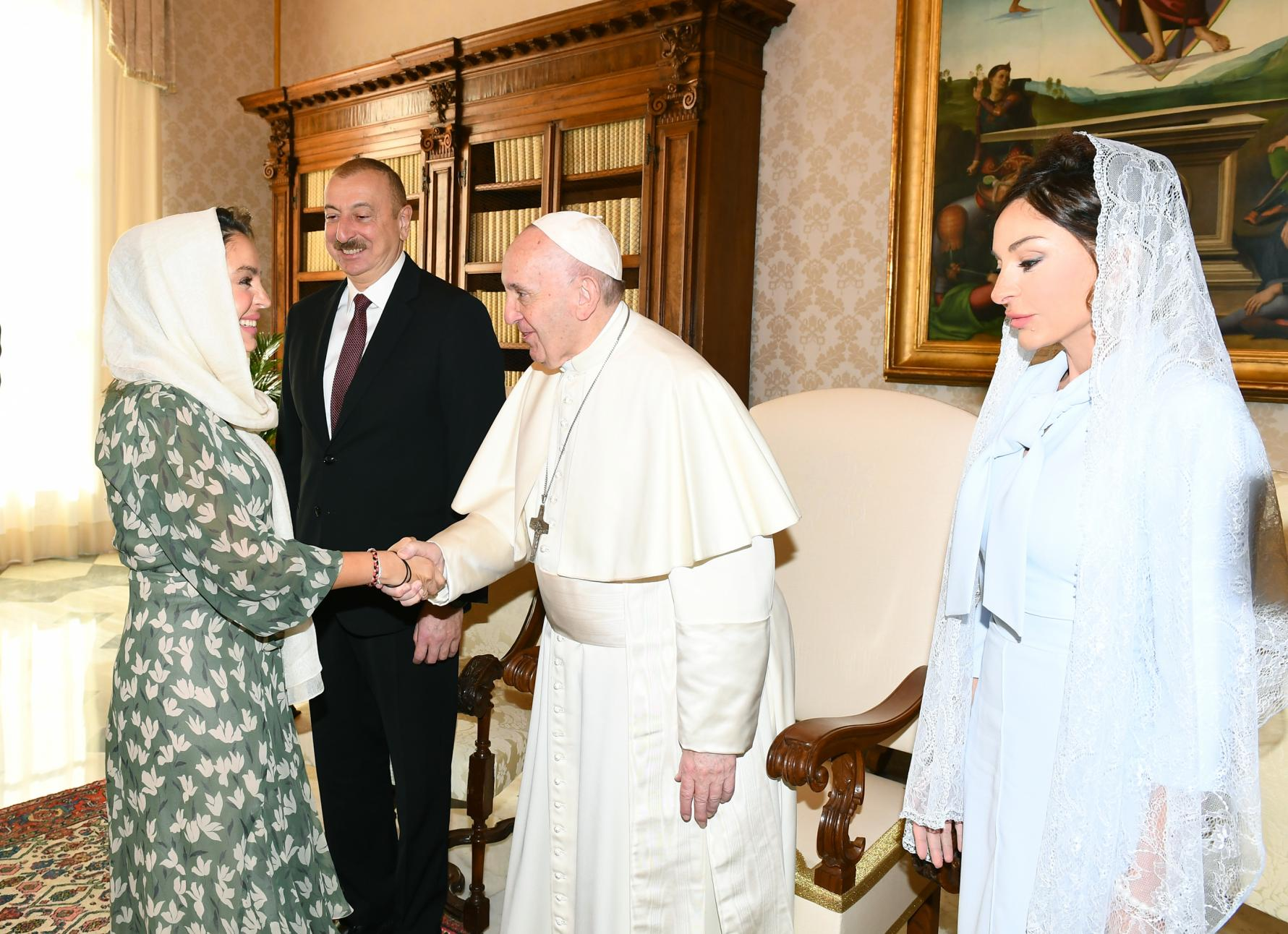
دیدار پاپ و خانواده الهام علی‌اف رئیس‌جمهور جمهوری آذربایجان

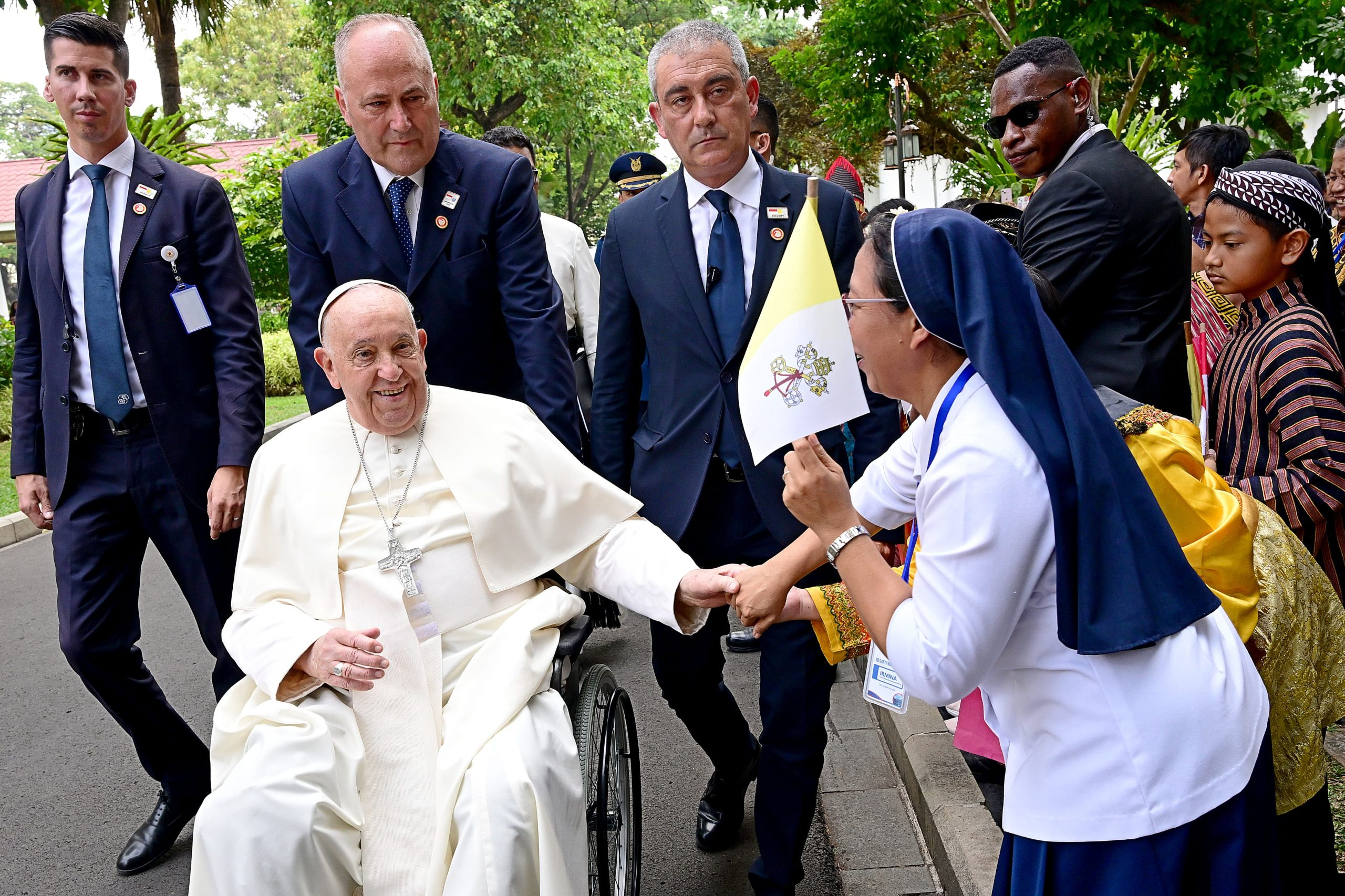
پاپ در اندونزی، سپتامبر ۲۰۲۴

### اسلام
رهبران اسلامی در آرژانتین پس از انتخاب خورخه برگولیو طی اعلامیه‌های به او تبریک گفتند و در بیانیه‌های خود ذکر کردند که «برگولیو همواره خود را دوست جوامع اسلامی نشان داده و همواره دارای شخصیتی است که از گفتگو بین الادیانی استقبال می‌کند.» همچنین پس از این انتخاب، احمد الطیب شیخ مسجد الازهر و رئیس دانشگاه الازهر طی بیانیه‌ای این انتخاب را تبریک گفت. همچنین پس از یک روز، ۱۸۰ کشور انتخاب او به عنوان پاپ را تبریک گفتند. در این میان نیز دولت جمهوری اسلامی ایران با ریاست محمود احمدی‌نژاد پیامی با موضوع تبریک انتخاب برگلیو به عنوان پاپ کاتولیک را به واتیکان ارسال کرد.

#### دیدار با رئیس‌جمهور ایران
حسن روحانی، رئیس‌جمهور ایران ضمن سفر به ایتالیا در ۶ بهمن ۱۳۹۴ با پاپ فرانسیس یکم رهبر کاتولیک‌های جهان و نخست‌وزیر واتیکان دیدار و گفتگو کرد و از پاپ درخواست نمود تا برای وی دعا نماید. در این دیدار پاپ فرانسیس احترام به مقدسات ادیان را لازمه کمک به صلح و معنویت در جامعه جهانی دانست. این نخستین دیدار رئیس‌جمهور ایران با رهبر کاتولیک‌های جهان پس از شانزده سال، (دیدار سید محمد خاتمی با پاپ ژان پل دوم) بود.

#### دیدار با خانوادهٔ سید موسی صدر
در ۲۶ بهمن ۱۳۹۷ در آستانه سالگرد موعظه امام موسی صدر در کلیسای کبوشیین بیروت خانوادهٔ صدر از جمله سیده رباب صدر و سیده ملیحهٔ صدر با پاپ فرانسیس دیدار کردند. این دیدار در چارچوب تلاش خانواده برای پیگیری ناپدیدسازی قهری سید موسی صدر و جلب حمایت پاپ از این مسئله صورت گرفت. پاپ در این دیدار با اشاره به فعالیت‌های مؤسسات خیریه و اجتماعی امام موسی صدر گفت: «فعالیت‌های نیکویی که انجام می‌دهید، ترجمهٔ عملی سخن شماست و از عشق شما به نیازمندان سرچشمه می‌گیرد و کاشتِ کار خیر و عمل صالح است و من از فعالیت‌های شما مطلع هستم.»

#### دیدار با سید علی سیستانی در نجف
در ۱۶ اسفند ۱۳۹۹ پاپ فرانسیس در ادامه سفر چهار روزهٔ خود به عراق، در نجف با سید علی سیستانی یکی از بانفوذترین مراجع تقلید شیعه دیدار کرد. پوشش صدا و سیمای جمهوری اسلامی ایران به اندازه‌ای به این دیدار تاریخی کم بود که روزنامه اعتماد در ۱۸ اسفند ۱۳۹۹ این برخورد را نشان از بایکوت رسانه‌ای و کم‌اهمیت جلوه دادن موضوع دانست. یکی از عکس‌های منتشر شده از این دیدار در شبکه‌های اجتماعی، عکسی دستکاری شده بود که در آن قاب عکسی از قاسم سلیمانی و ابومهدی المهندس بر روی میز اتاق اضافه شده بود.

### دیدار با رهبر کلیسای ارتدوکس روسیه
پاپ فرانسیس در ۱۳ فوریه ۲۰۱۶ (۲۴ بهمن ۱۳۹۴) با بطریق کیریل یکم، رهبر کلیسای ارتدکس روسی در هاوانا پایتخت کوبا دیدار کرد. از سده یازدهم میلادی که دو شاخه غربی و شرقی مسیحیت، کلیسای کاتولیک رم و کلیسای ارتدوکس روسیه از هم جدا شدند این نخستین بار بود که رهبران دو کلیسا با هم دیدار کردند.
طبق برنامه‌ریزی، پاپ فرانسیس سر راه سفر به مکزیک در کوبا توقف کرد و آن‌جا با بطریق کیریل در فرودگاه هاوانا دیدار کرد. کوبا که مذهب رایج در آن مسیحیت کاتولیک است، در دهه‌های اخیر در حوزه نفوذ شوروی و سپس روسیه بوده است و از این بابت جای خوبی برای چنین تجدید دیداری بود.

### شرکت در مراسم یادبود نسل‌کشی ارمنی‌ها
در ۲۴ ژوئن ۲۰۱۶ پاپ فرانسیس برای انجام یک سفر سه روزه به ایروان، پایتخت ارمنستان سفر کرد تا در مراسم یادبود نسل‌کشی ارمنی‌ها شرکت کند. پاپ فرانسیس در جریان این سفر از بنای یادمان نسل‌کشی ارمنی‌ها در دوران حکومت ترکیه عثمانی در زمان جنگ جهانی اول دیدار کرد. وی همچنین در جریان این سفر دو کبوتر سفید را به سوی کوه آرارات که گفته می‌شود کشتی نوح در آن جا است، آزاد کرد. وی در حضور سرژ سارگسیان، رئیس‌جمهور ارمنستان و هیئت‌های دیپلماتیک حاضر در مراسم یادبود گفت: «نسل‌کشی آغاز موج غم‌انگیزی از فجایع بزرگ قرن گذشته بود.»

## درگذشت
پاپ فرانسیس در ۲۱ آوریل ۲۰۲۵ پس از طی یک دوره بیماری درگذشت.

## نظرات و تفکرات

### مه‌بانگ و فرگشت
بالاترین مقام مذهبی کلیسای کاتولیک، در سخنرانی خود در آکادمی علوم جامعه اسقف‌ها در واتیکان با تأیید نظریه مه‌بانگ و نظریه تکامل چارلز داروین که از دیرباز به عنوان مهم‌ترین وجوه اختلاف جهان‌بینی علمی و نگرش مذهبی بر سر مسئله آفرینش شناخته می‌شوند، گفت هر دو نظریه واقعی و درست‌اند و با خداباوری و پذیرش خدا به عنوان آفریدگار نهایی سازگارند و با دیدگاه‌های کلیسا دربارهٔ منشأ هستی و حیات مغایرتی ندارند.
رهبر کلیسای کاتولیک همچنین تصریح کرد: «تکامل در طبیعت است و موید وجود آفریدگار است، نه نافی آن. بیگ‌بنگ هم نمی‌تواند نافی وجود آفریدگاری الهی باشد. بلکه نیازمند وجود آن است.» به رغم پررنگ بودن نیروهای الهی در جهان‌بینی پاپ، بسیاری از مخاطبان بیان این دیدگاه‌ها را «گام بزرگ کلیسای کاتولیک به جلو» خواندند.

### مجاز کردن ازدواج همجنس‌گرایان
پاپ فرانسیس در مقایسه با رهبران پیشین کلیسا در بسیاری زمینه‌ها از جمله حقوق هم‌جنس‌گرایان و اقلیت‌های جنسی دیدگاه‌های منحصربه‌فردی داشت که از زمان روی کار آمدن خود، جهان را شگفت‌زده کرد. تا جایی که برخی او را «هیپی‌ترین رهبر مذهبی جهان» و «لیبرال‌ترین پاپ تاریخ» خواندند.
پاپ فرانسیس در سال ۲۰۲۳ رسماً اجازه داد تا کشیش‌ها برای زوج‌های همجنس مراسم مذهبی برگزار کنند. او پیشنهاد کرد که برای اینکه مراسم برای زوج‌های همجنس با مراسم «ازدواج مقدس» اشتباه گرفته نشود، می‌توان آنرا برگزار و برای زوج‌ها آرزوی برکت در زندگی کرد.

## نگارخانه

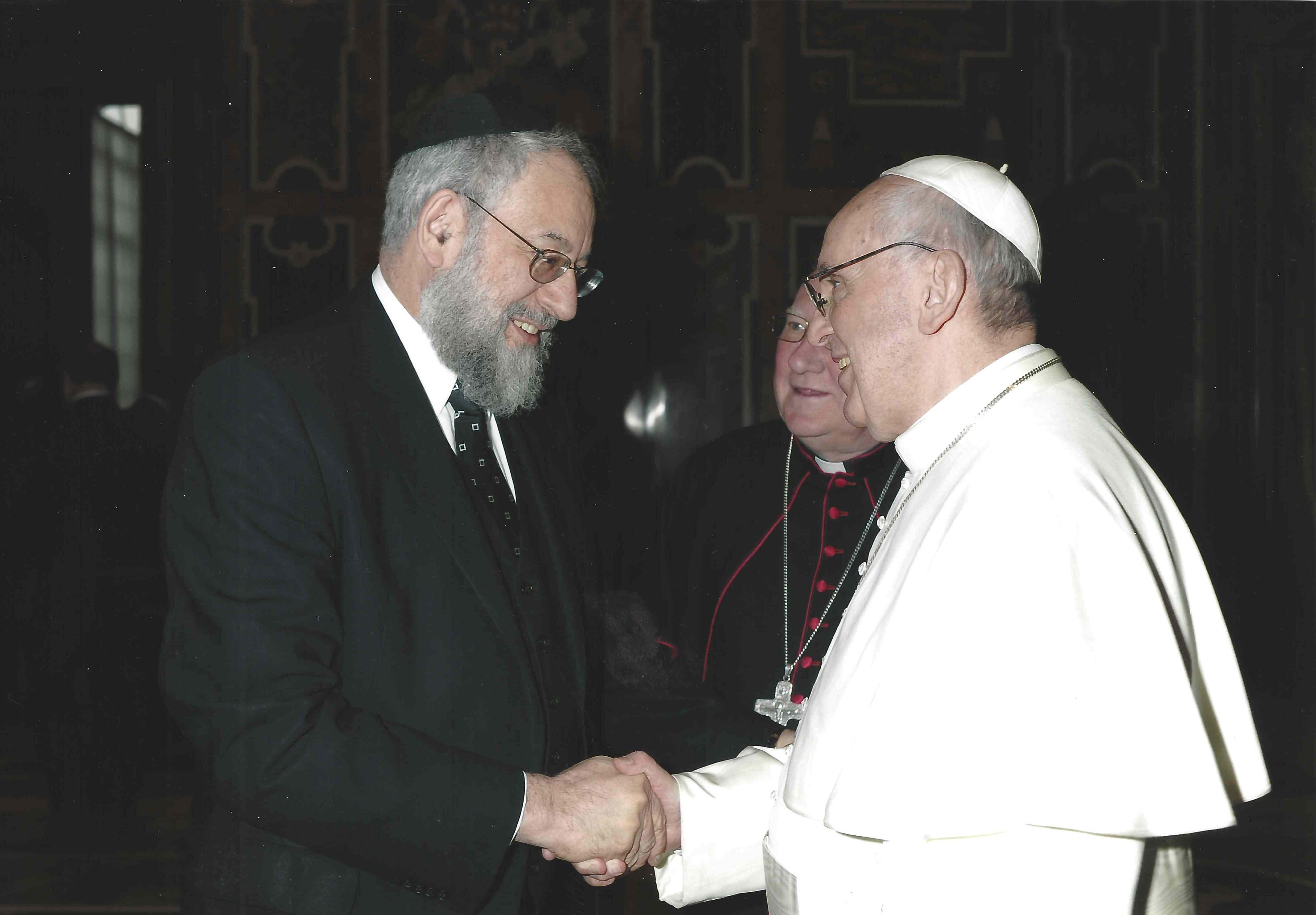
پاپ و لارنس شیفمن مدیر مطالعات یهود
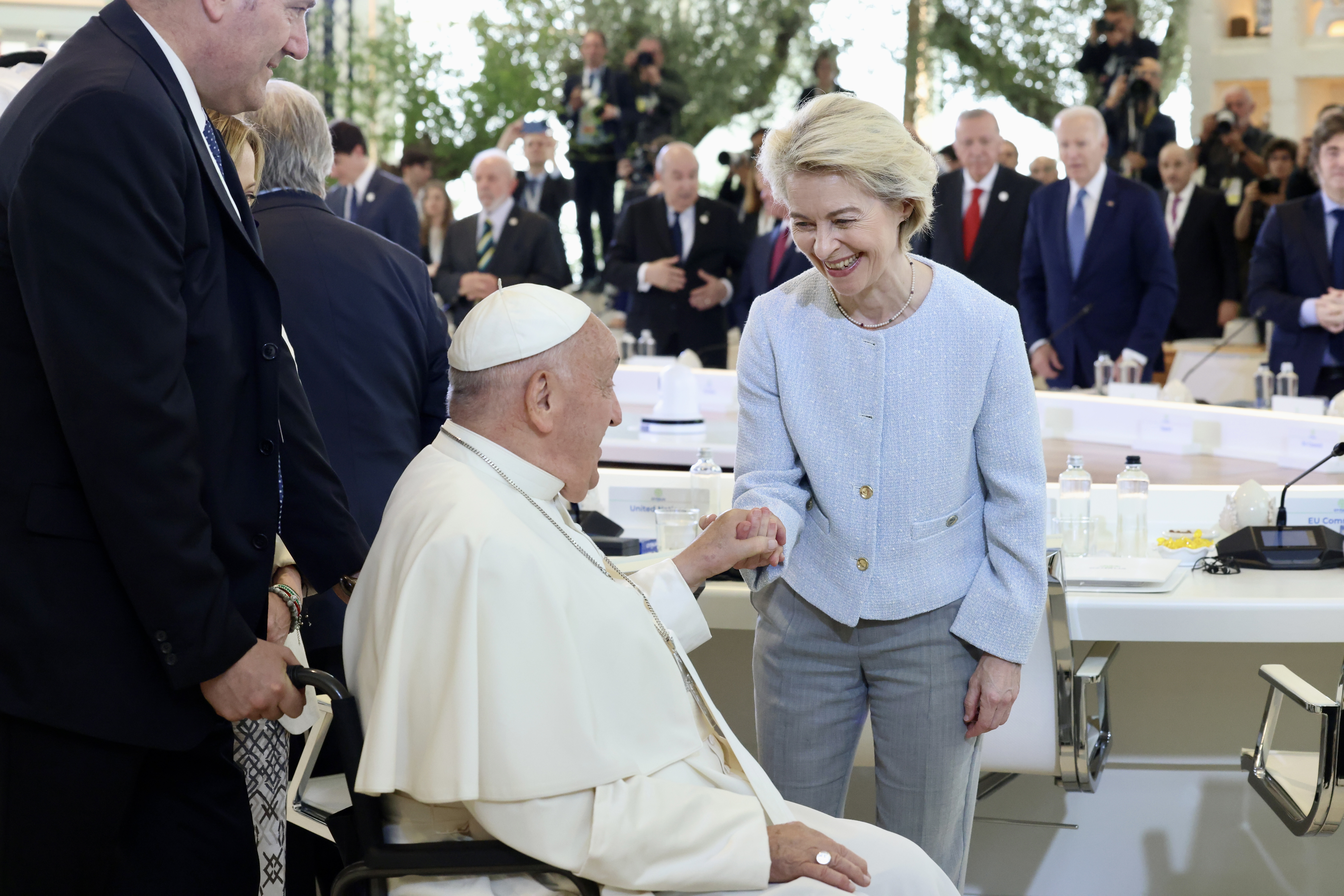
پاپ و اورزولا فون در لاین
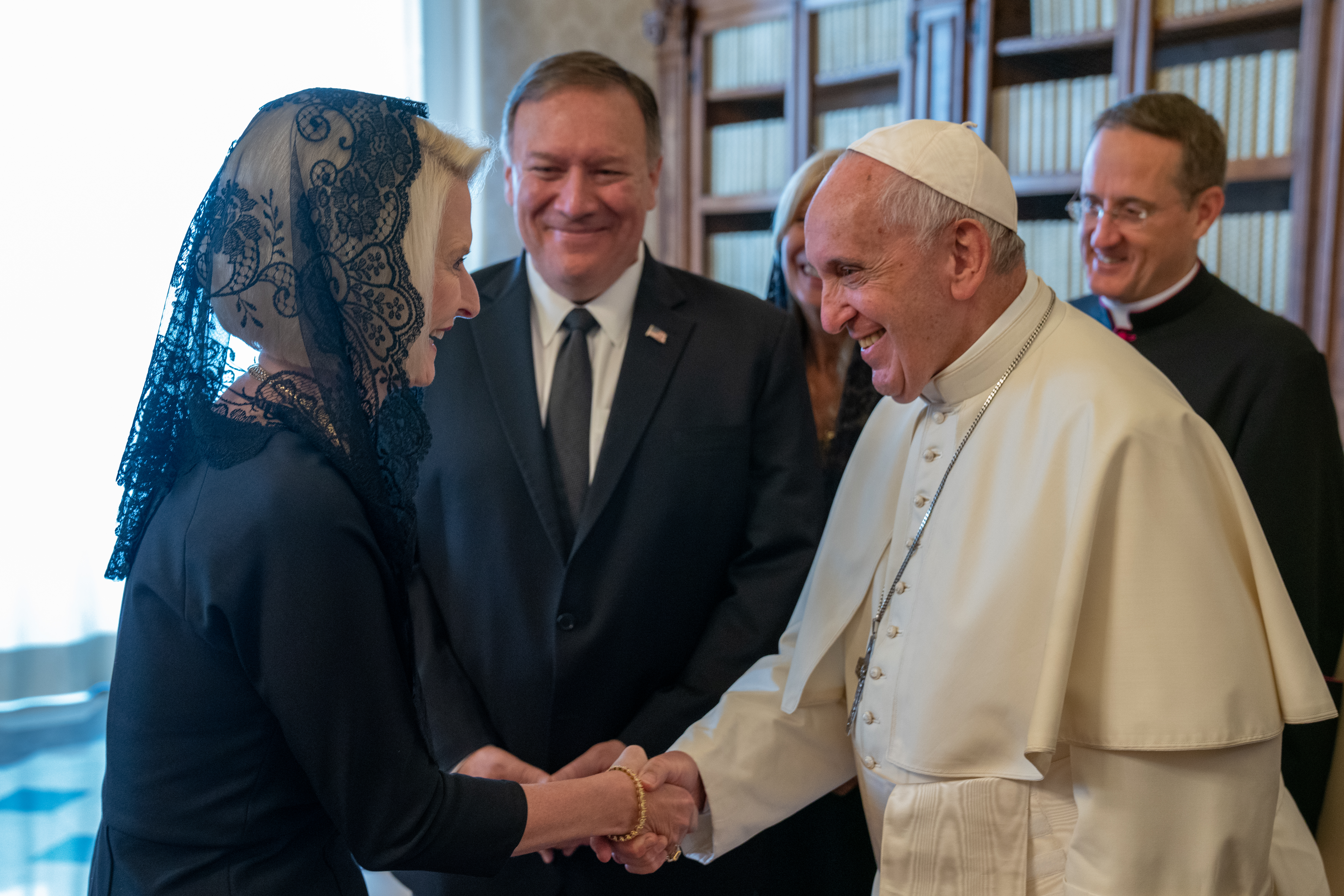
پاپ، مایک پومپئو و کالیستا گینگریچ
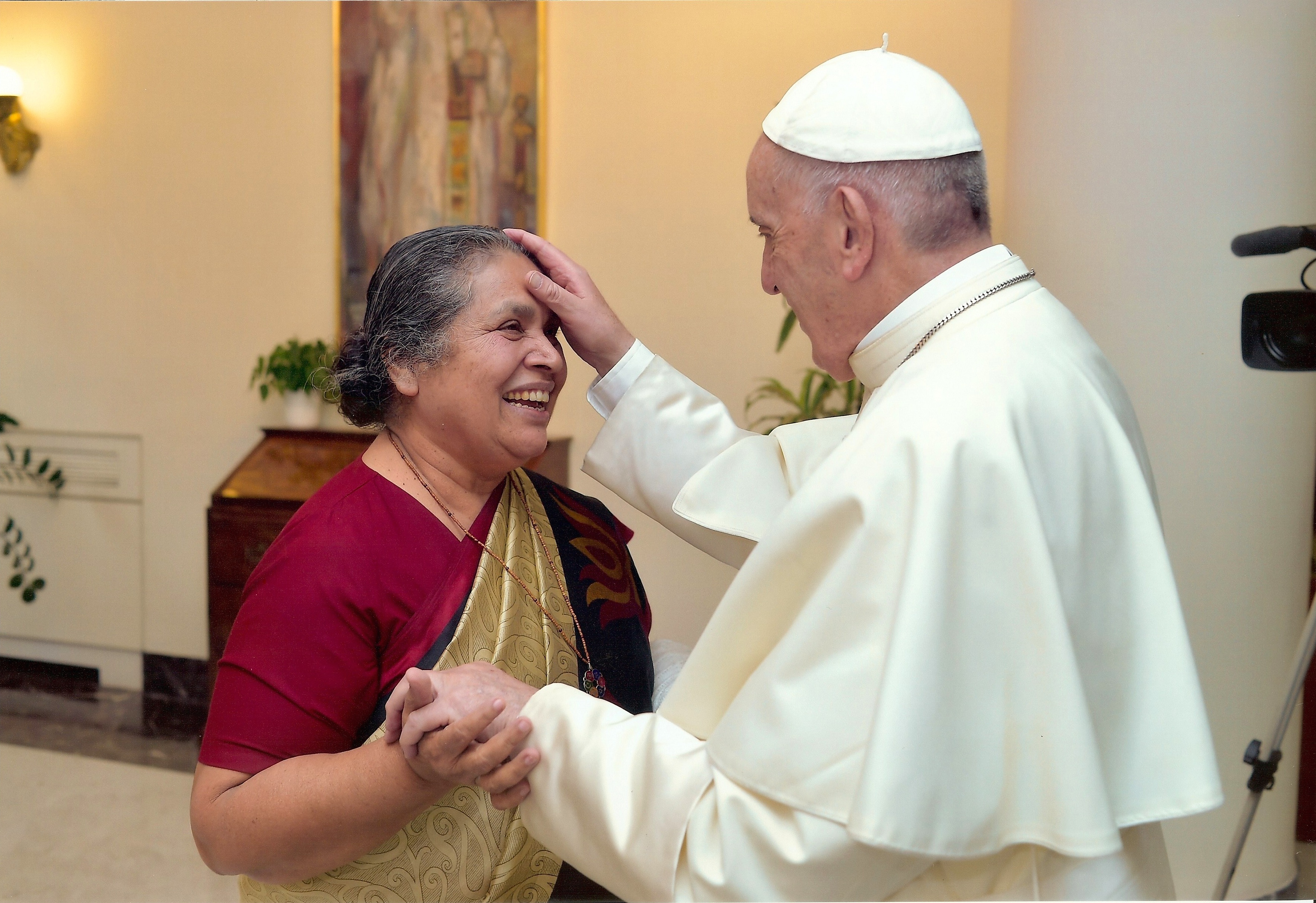
پاپ و لوسی کورین کنشگر مدنی